# Ephemerum crassinervium
Ephemerum crassinervium là một loài rêu trong họ Ephemeraceae. Loài này được Schwägr. Hampe mô tả khoa học đầu tiên năm 1837.